# Johann III. von Trazegnies

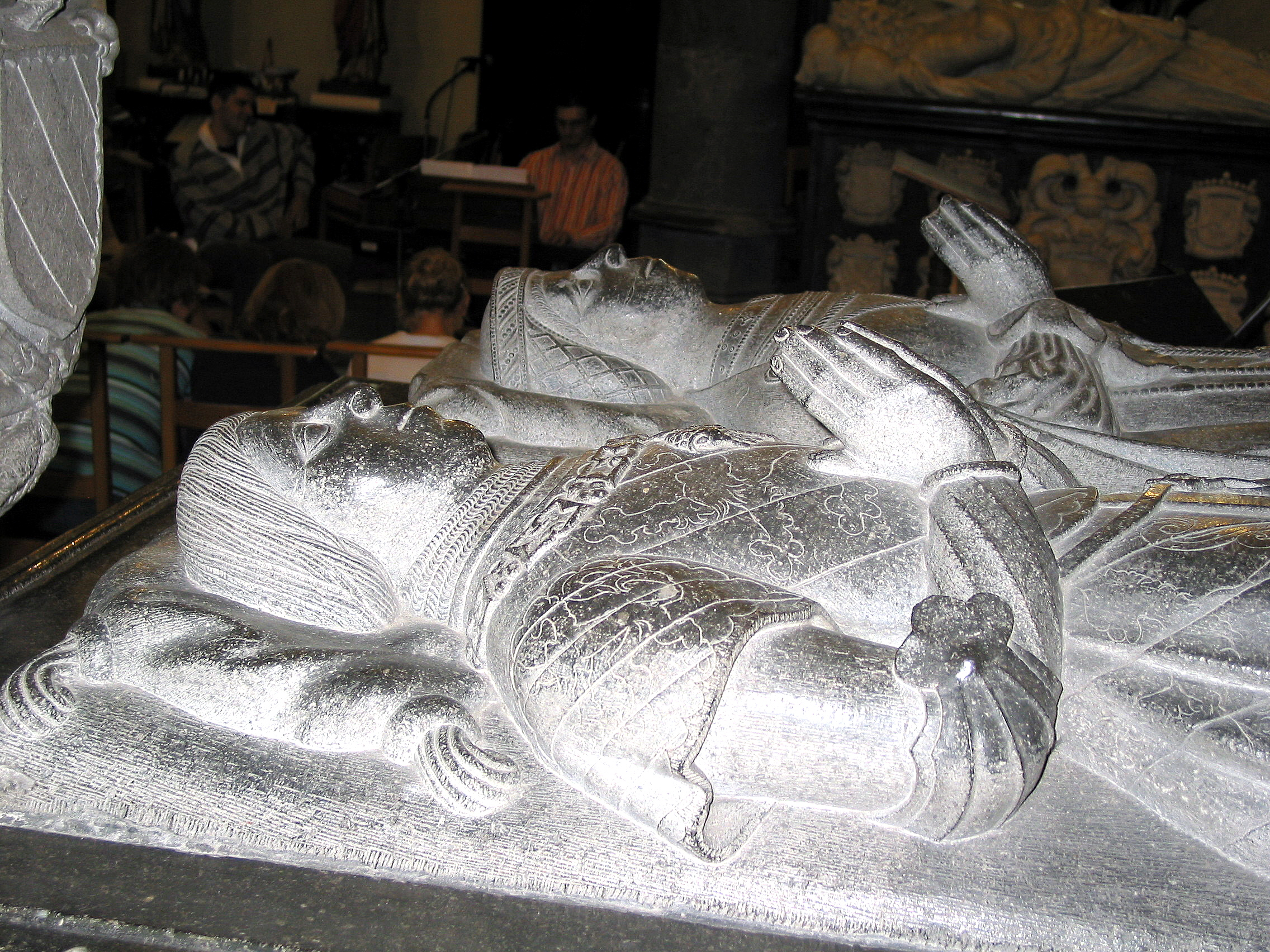
Johann III. von Trazegnies und seine Frau Isabel von Werchin – Detail der Gisants

Johann III. von Trazegnies (* vor 1470; † 1550) war ein niederländischer General und Rat, kaiserlicher Kämmerer von Karl V., Generalkapitän des Hennegaus, Ritter des Ordens vom Goldenen Vlies.
Er entstammte dem Haus Hamal und war der Sohn von Johann II. († 1513) von Trazegnies und Sybille de Ligne.
Er heiratete 1513 Isabel von Werchin († 29. September 1559). Sie war die Tochter von Baron Nicolas von Werchin (* 1473; † 10. Juli 1513), Seneschall des Hennegau, und Yolande von Luxemburg († 7. Mai 1533) Frau von Roubaix. Sein Sohn Charles († 1578) war mit Maria Magdalena von Palant († 1556) verheiratet.
Im Jahr 1516 wurde ihm der Orden vom Goldenen Vlies verliehen. Das Vlies findet sich auch auf seinem Sarkophag.
Er liegt in der Kirche St. Martin in Trazegnies begraben, wo sich sein Sarkophag mit Transi und Gisants von ihm und seiner Ehefrau bis heute erhalten hat.
Zu seinen Nachkommen zählt der Marschall von Frankreich Gillion-Othon von Trazegnies. Dessen Sarkophag – gleichfalls mit Gisants des Ehepaares – befindet sich ebenfalls in der Kirche.

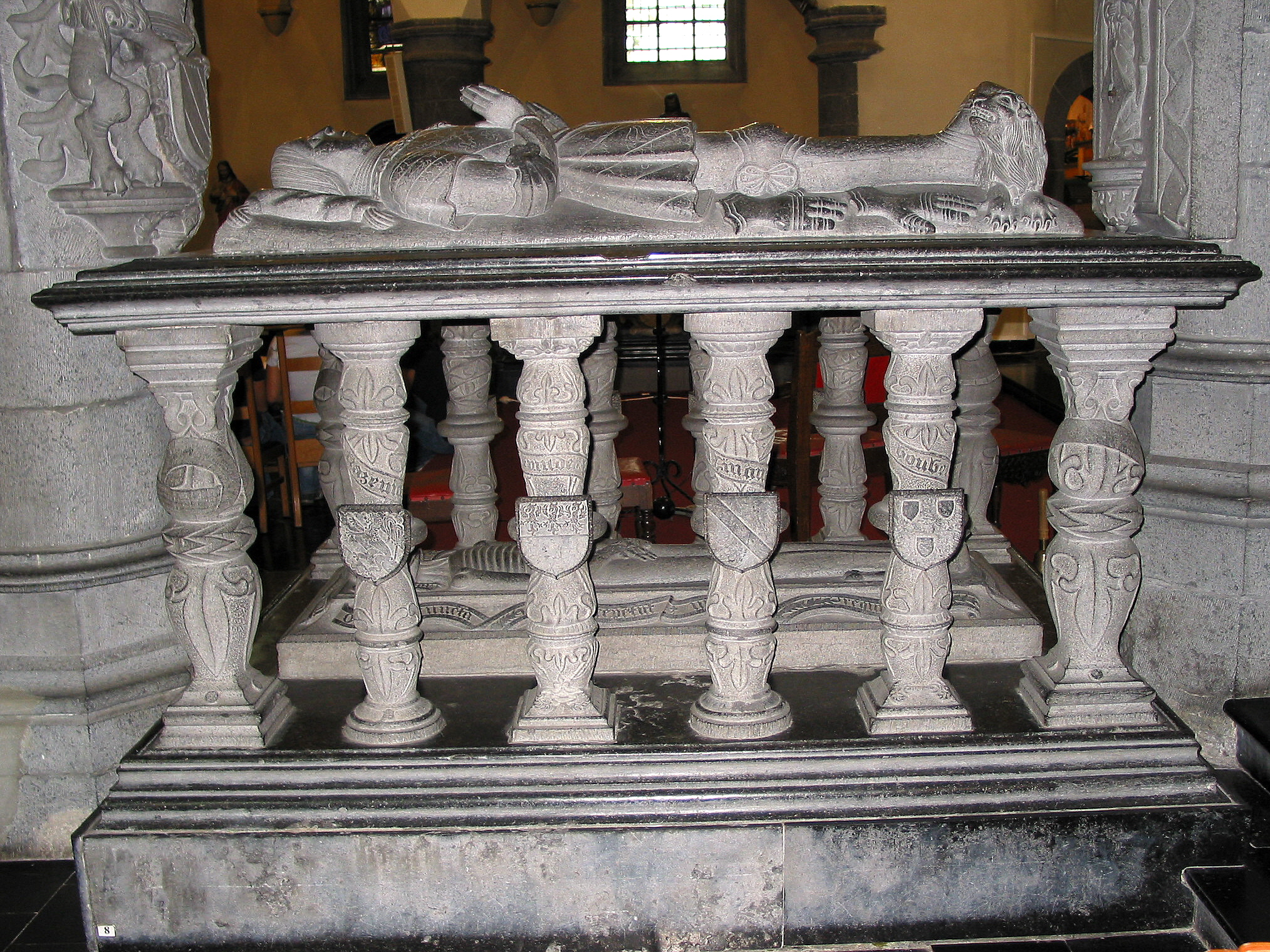
Gisants von Johann von Trazegnies und Isabel von Werchin oben, Transi darunter
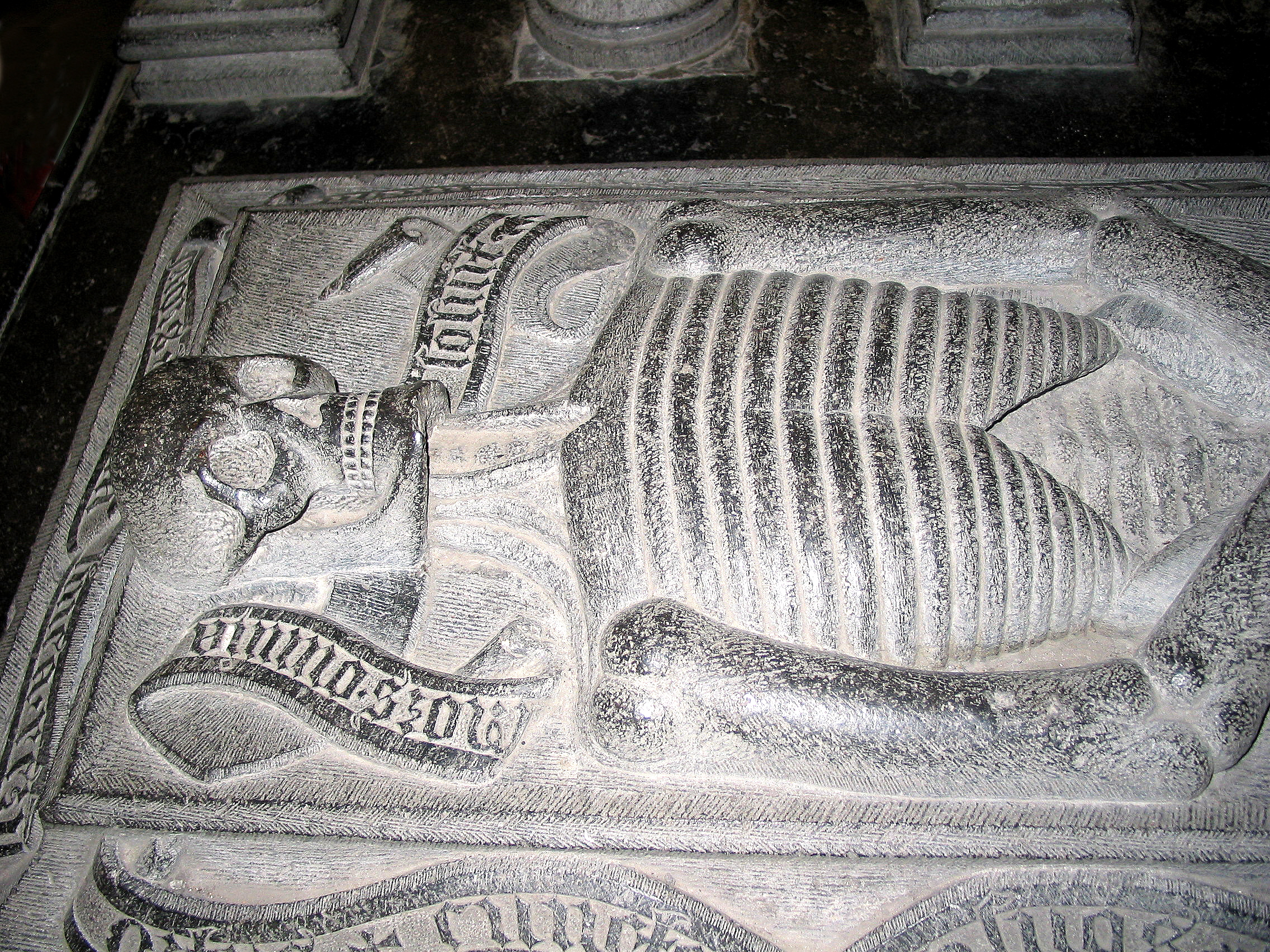
Detailaufnahme des Transi mit Inschrift Mors omnia solvit …
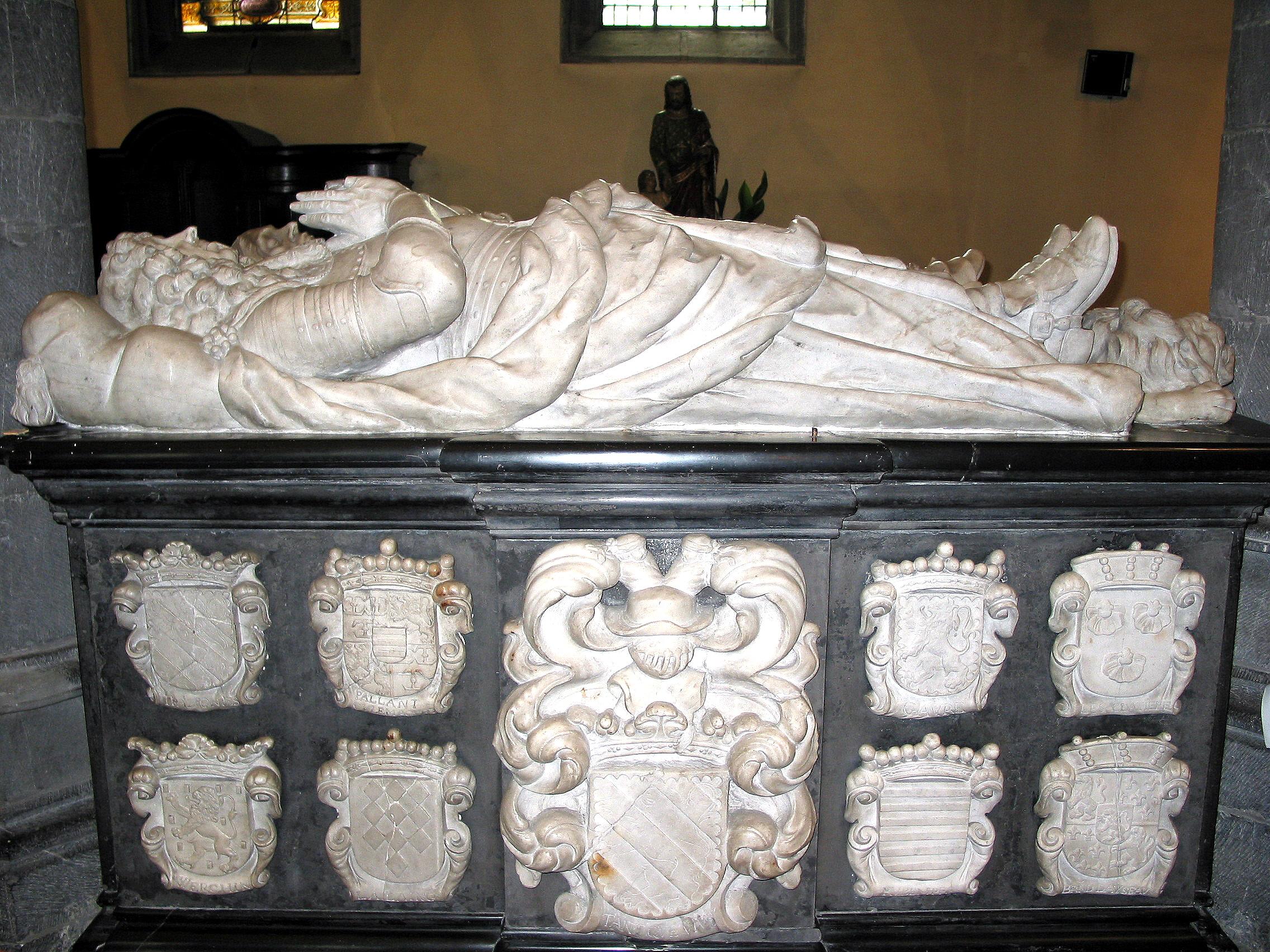
Gisant von Gillion-Othon von Trazegnies, seine Frau Jacqueline de Lalaing im Hintergrund
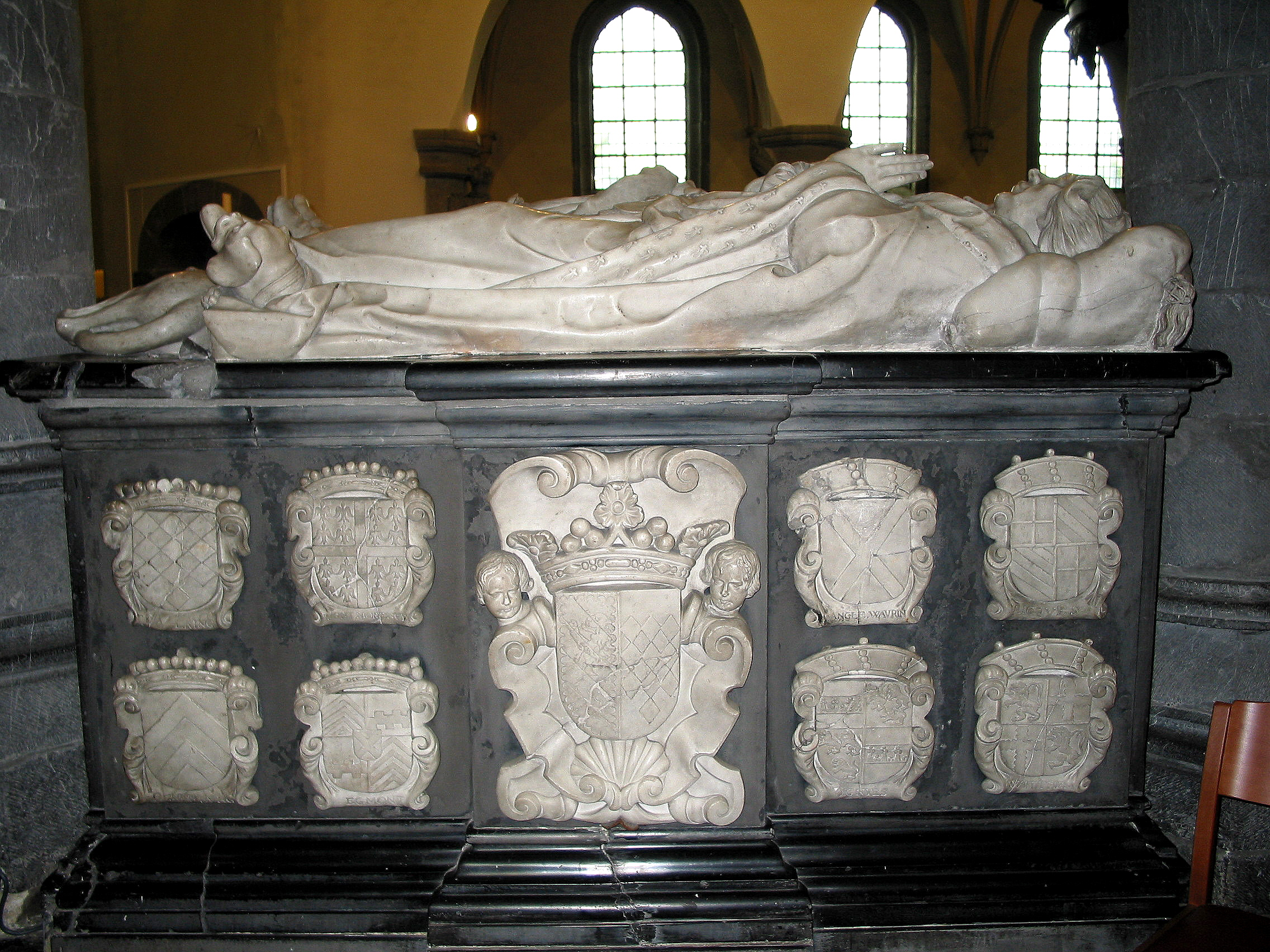
Gisant von Jacqueline de Lalaing